# Sokileț, Nemîriv
Sokileț (în ucraineană Сокілець) este localitatea de reședință a comunei Sokileț din raionul Nemîriv, regiunea Vinnița, Ucraina.

## Demografie
Componența lingvistică a localității Sokileț
     Ucraineană (96,83%)
     Rusă (2,46%)
     Alte limbi (0,47%)
Conform recensământului din 2001, majoritatea populației localității Sokileț era vorbitoare de ucraineană (96,83%), existând în minoritate și vorbitori de rusă (2,46%).